# Lincoln Nautilus
Lincoln Nautilus — среднеразмерный люксовый кроссовер, выпускающийся компанией Lincoln (дочернее подразделение Ford) с 2018 года. Является ребеджингом Lincoln MKX.

## Первое поколение (U540; 2019 — 2023)
Lincoln Nautilus дебютировал в ноябре 2017 года. От базовой модели Lincoln MKX автомобиль отличается большой прямоугольной решёткой радиатора с большим логотипом Lincoln вместо решётки с разрезными крыльями.
В иерархии автомобиль занимает промежуток между Lincoln Aviator и Lincoln MKC. Стандартным двигателем является 2,0-литровый рядный четырёхцилиндровый EcoBoost мощностью 245 л. с. Опционально автомобиль приводится в движение 2,7-литровым двигателем EcoBoost V6 мощностью 335 л. с., который также устанавливается на Lincoln MKX. Оба двигателя оснащены системой «старт-стоп». Каждый двигатель сочетается в паре с восьмиступенчатой автоматической трансмиссией.

В 2021 году автомобиль прошёл рестайлинг.

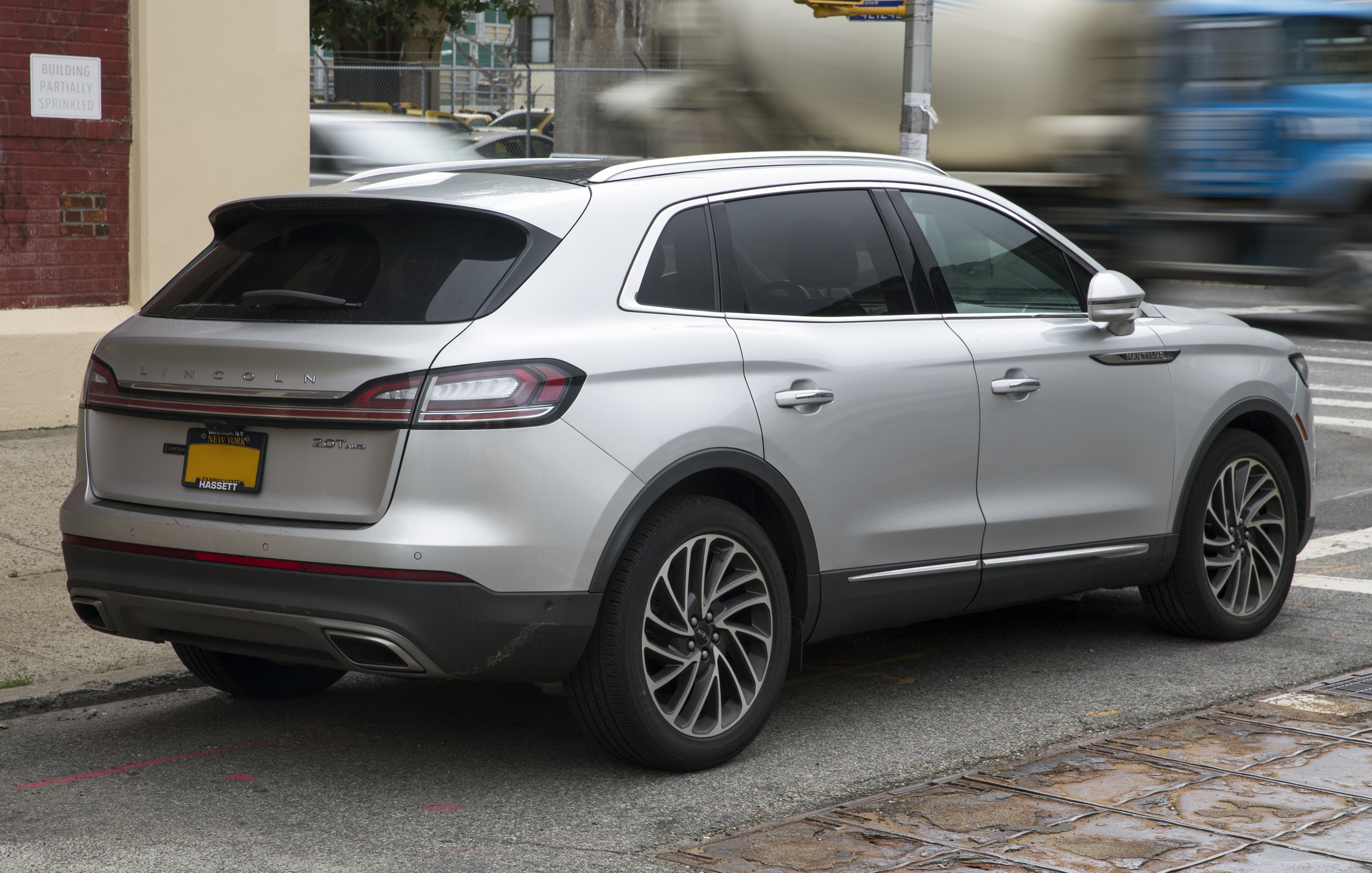
Вид сзади
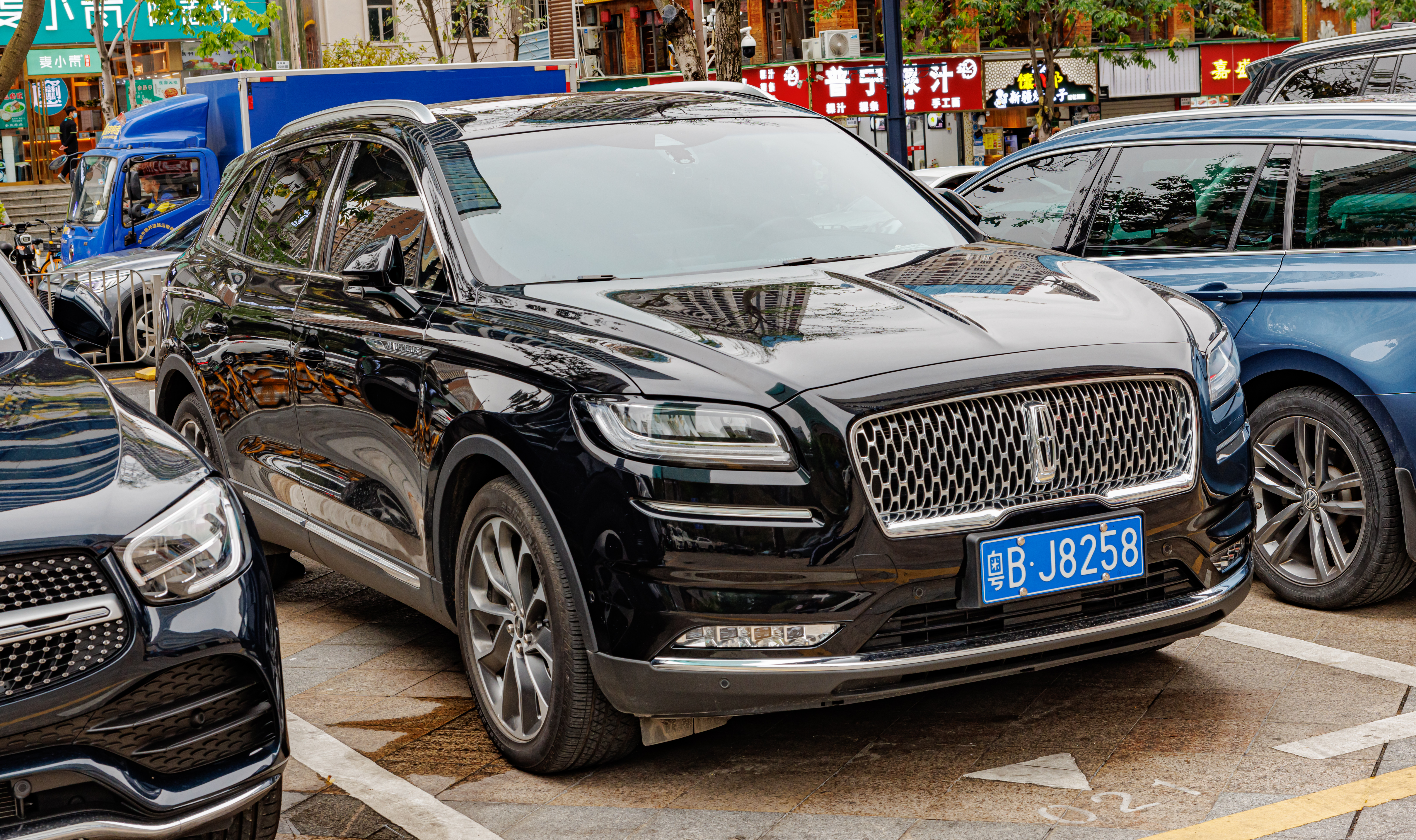
Фейслифтинг

## Второе поколение (CDX707; 2023 — настоящее время)
Второе поколение Lincoln Nautilus выпускается с 2023 года, в настоящее время продаётся только в Китае в виде автомобиля с ДВС и подзаряжаемого гибрида. На американском рынке модель была представлена 17 апреля 2023 года.

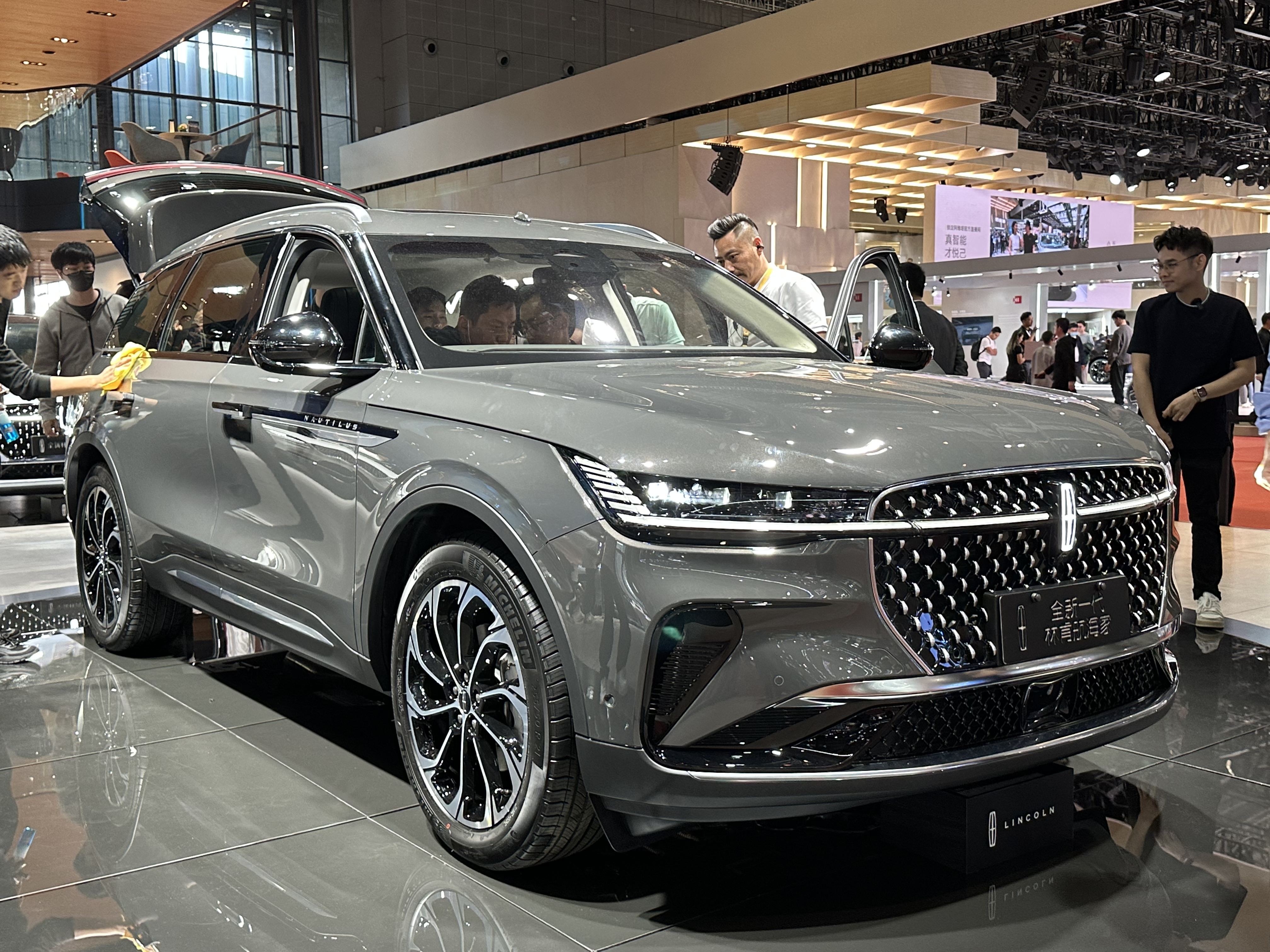
Вид спереди
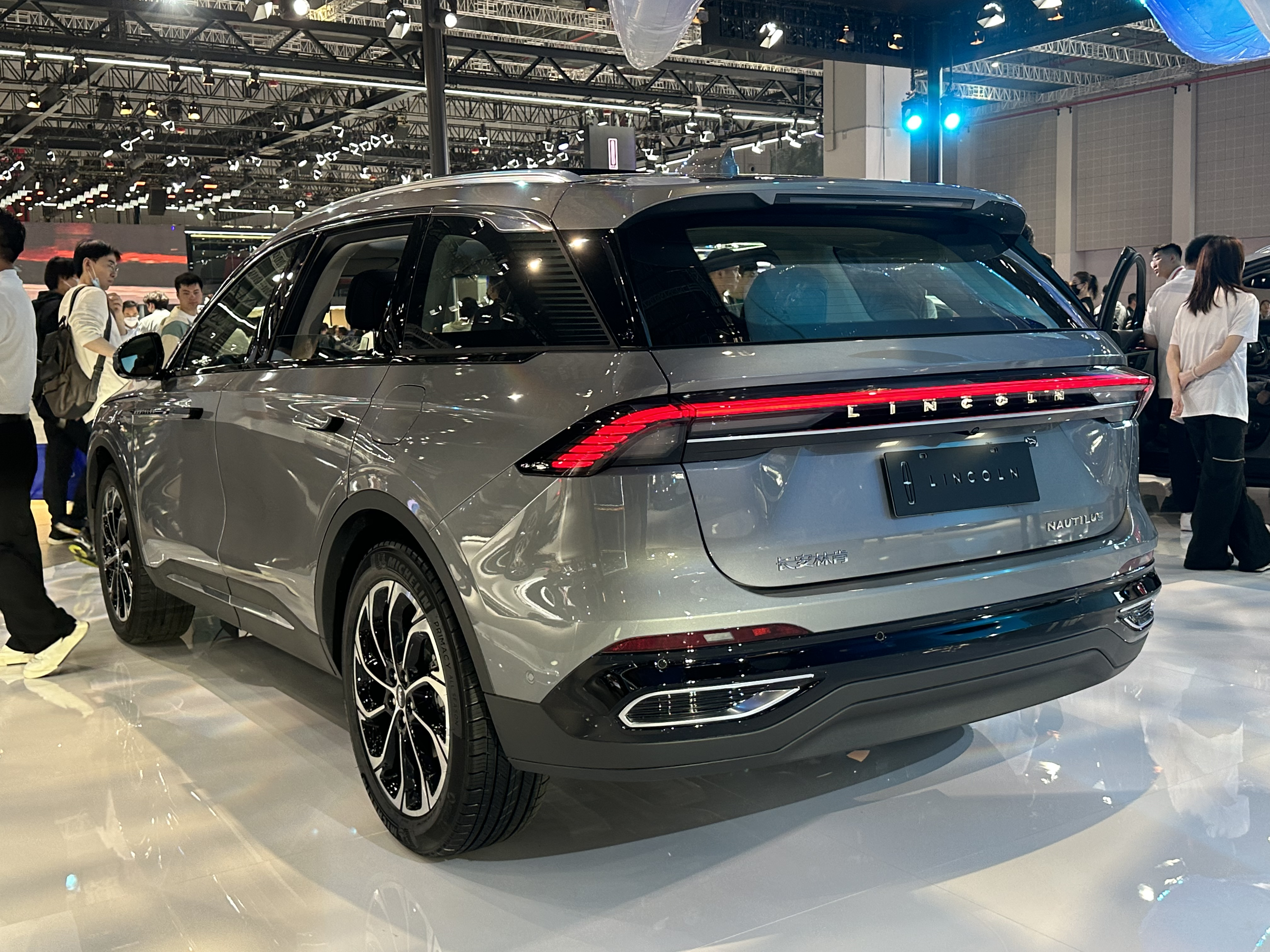
Вид сзади
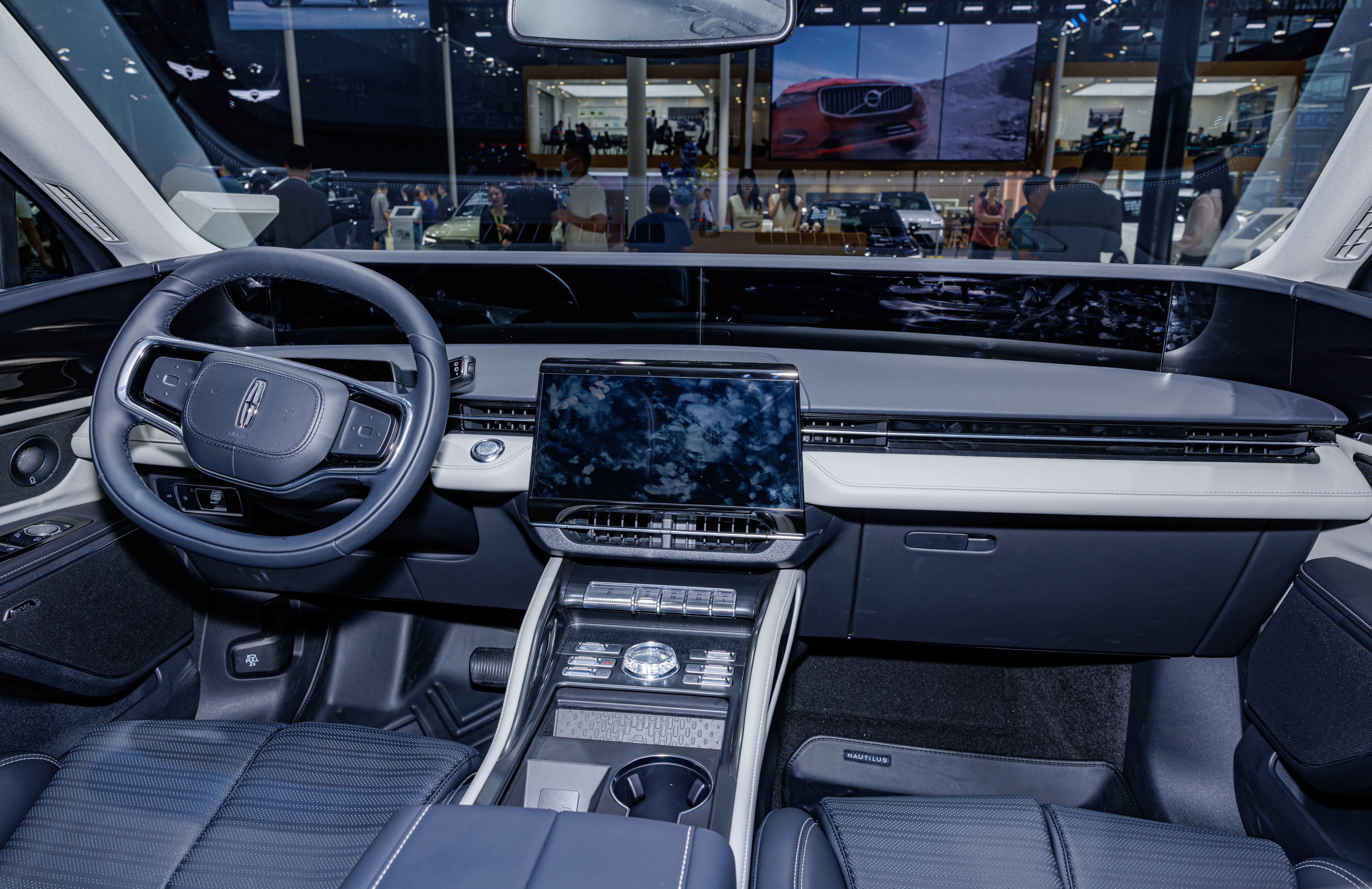
Интерьер

## Продажи
| Год  | США    | Китай  |
| ---- | ------ | ------ |
| 2018 | 28,573 | 12,396 |
| 2019 | 31,711 | 14,013 |
| 2020 | 22,742 |        |
| 2021 | 24,443 | 27,918 |
| 2022 | 20,635 | 17,169 |